# Desmacèl·lides
Els desmacèl·lides (Desmacellida) són un ordre de demosponges de la subclasse Heteroscleromorpha.

## Taxonomia
L'ordre Desmacellida inclou una sola família amb quatre gèneres i 37 espècies:
- Família Desmacellidae Ridley & Dendy, 1886
  - Gènere Desmacella Schmidt, 1870
  - Gènere Dragmatella Hallmann, 1917
  - Gènere Microtylostylifer Dendy, 1924
  - Gènere Tylosigma Topsent, 1894